# Bosco Adventure
Bosco Adventure (ボスコ アドベンチャ; Bosco Daiboken) je japanski anime tv serijal kojeg je 1986. izdao japanski studio Nippon Animation. Inspiriran je knjigama talijanskog pisca za djecu, Tonyja Wolffa.  Serija je doživjela veliku popularnost u Europi krajem 1980-ih i početkom 1990-ih, pogotovo u Francuskoj, Italiji i Japanu. Nikada nije prevedena na engleski, odnosno izdana na anglo-američkom tržištu. Japanski DVD je izdan 23. srpnja 2003.

## Sadržaj
Glavna tema serije je povratak vilinske princeze Apricot u svoju zemlju, Fountain land, nakon što je oteta od strane zlikovaca Hoodmana, Jacka i Franza. Njenu zemlju je zauzeo zli Scorpion, a ona ju jedina može osloboditi tako što će na punoj pomrčini Sunca sjesti na prijestolje. Princeza, sa svojom vjernom pticom Speakom, uspijeva pobjeći s broda zlikovaca uz pomoć hrabrih čovjekolikih životinja - Froga, Tuttya i Ottera. Putujući s njima u zračnom balonu zvanom Bosco, princeza će neočekivano dospjeti u raznorazne avanture i bolje upoznati svoje suputnike, naročito Froga. Anime ima jak apel na brigu o vodi kao osnovnom izvoru života na Zemlji.

## Likovi

### Pozitivci

#### Glavni
Princeza Apricot - Glas posudila Yuko Minaguchi
Ljubazna, darežljiva i druželjubiva, princezina je misija da se vrati natrag u svoju domovinu prije potpune pomrčine sunca. Njene roditelje je ubio zli Škorpion. Na brodu Bosco, ispočetka se prema njoj odnose kao prema pravoj princezi, no ona je jasno dala do znanja da se želi osjećati dijelom posade, tako da je dobila prikladan nadimak - Apri i ravnopravno mjesto na brodu. Ona je ta koja ohrabruje ostatak ekipe da pomognu drugima u nevolji, i uvijek traži svijetlu stranu u svakome problemu. Tijekom serije, njen odnos s Frogom se produblje, sve do samoga kraja.
Frog
Hrabar, jak i spretan, nezvanični vođa Bosco ekipe. Dobar prijatelj s Tuttyem i Otterom, premda se s prvim često svađa tijekom serije zbog oprečnih mišljenja. Zaljubljen u Apricot.
Tutty
Tutty je pametan i inteligentan, iza svakog pokreta koji posada napravi. Izumitelj svih popratnih vozila, čak i samoga Bosco broda, koji je prije služio kao šumska kućica. Često se svađa s Frogom. Uvijek ima pravu ideju u pravo vrijeme.
Otter - Glas posudio Koichi Yamadera
Pomalo strašljiv i stidljiv, ali i u isto vrijeme jako koristan, inženjer Bosco broda. Većinu vremena provodi na tavanu jer održava vatru. Dobro kuha, te pomaže Tuttyu u svakoj njegovoj zamisli.
Speak
Apricotina mehanička ptica koja ponavlja zadnje riječi, nalik tukanu. Ne pojavljuje se u epizodama 4, 5, 6, 7, 11, 14, 15, 16, 20 i 24.

#### Sporedni
Ender
Plemić iz Fountain landa, pojavljuje se od 13-21 epizode, te je u 26. saopćio princezi važnu poruku iz domovine i uputio je u njenom zadatku. Ispočetka se nije dobro slagao s muškim dijelom posade, ali su se nesuglasice smanjivale kako se priča odmicala.
Owl
Mudra sova Bosco šume. U prvoj epizodi pomaže Otteru sa Speakom, a kasnije se pojavljuje na kraju većine epizoda, u posebnoj kratkoj i poučnoj pričici s ostalim likovima iz Bosco šume.
Rabby - Glas posudila Naoko Watanabe
Luckasti zec iz Bosco šume.
Hedgy
Luckasti jež iz Bosco šume.
Crow
Luckasta vrana iz Bosco šume.
Jenny - Glas posudila Miki Itou
Zečica iz Bosco Šume.
Araiguma Glas posudila Chieko Honda
Rakun iz Bosco šume.
Kasasagi
Ševa iz Bosco šume, ljubavna meta stare vrane.
Giant
Pojavljuje se u 2. epizodi na Planini pospanoga diva.
Leon
Vođa Oaze, pojavljuje se u 8. i 9. epizodi.
Pansa
Leonov savjetnik, također se pojavljuje u 8. i 9. epizodi.
Unicorn - Glas posudila Hiromi Tsuru
Pojavljuje se u 10. i 11. epizodi, sam na tajanstvenom otoku.

### Negativci

#### Glavni
Hoodman - Glas posudio Banjo Ginga
Zakukuljeni Škorpionov plaćenik, gazda broda nazvanog Škorpion i pomoćnika Jacka i Franca. Progoni Bosco brod iz epizode u epizodu, čineći priču dinamičnom. Njegov jaki i strašni stav slabi prema kraju serije.
Jack - Glas posudio Sanji Hase
Mačkoliki Hoodmanov sluga, drugi dio tandema s Franzom. Izgleda opako, ali je zapravo nespretan.
Franz - Glas posudio Kenichi Ogata
Patuljasti Hoodmanov sluga; sliči Enderu, voli jesti i upravlja brodom.

#### Sporedni
Damia
Možda najimpresivniji lik serije; mlada, lijepa i opasna djevojka. Škorpionova desna ruka, prvi puta se pojavljuje u 13. epizodi, a od 15. epizode sama pokušava uhvatiti princezu, što joj ne polazi za rukom radi konstantnih svađa s Hoodmanom.
Koumori (Glasnik):
Šišmiš, Škorpionov glasik. Prenosi poruke od svog gospodara Hoodmanu i savjetuje ga pri hvatanju princeze. Prvi put se pojavljuje u 5. epizodi.
Scorpion
Novi tajanstveni vladar Fountain landa. Njegov glas čujemo prvi put u 5. epizodi, iza paravana u 13., a u pravom obliku u 24. epizodi.
Oja
Veliki gušter, vođa plemena koje je zarobilo Apricot u 13. epizodi.

## Glazba
Pozadinska glazba serije je raznolika; varira od veselih do nostalgičnih nota, s karakterističnim japanskim zvukovima. 
Glavne pjesme, izdane na DVD-u su: Tokimeki wa Forever (ときめきはForever, uvodna pjesma, vokal - Noriko Hidaka), Hareta hi nimo ai wo kudasai (はれたひにもあいをください, završna pjesma, vokal - Noriko Hidaka), Kara Kara Makkura (カラカラまっくら, vokale posudili glumci koji su dali glasove likovima Hoodmana, Jacka i Franza) i Bosco Adventure (ボスコアドベンチャー, gdje su vokale posudili glumci koji su dali glasove likovima Apricot, Froga, Tuttya i Ottera).

## Izdanja izvan Japana
- Kamerun, pod naslovom "Les aventures du Bosco", na Mangi 1992.
- Egipat, nije prevedena na arapski, puštena je francuska sinkronizacija na Egyptian Channelu 3 u ranim 90im.
- Estonija, pod naslovom "Bosco Seiklused" 1996.
- Francuska, pod naslovom "Les aventures du Bosco", prikazana na televiziji La Cinq 1990.
- mađarska, pod naslovom "A Bosco léghajó kalandjai", prikazana na televiziji Msat.
- Izrael, pod naslovom "Havurat Hatzav Hameofef", prikazana na televiziji Israeli Channel 1.
- Italija, pod naslovom "La principessa dai capelli blu", prikazana na televiziji Italia 1 1988.
- Poljska, pod naslovom "Przygody Bosco".
- Rusija, pod naslovom "Приключения Боско" (Prikljuchenija Bosko) 1991.
- Južna Koreja, pod naslovom "날아라 거북선" na Korean Broadcasting System|KBS televiziji 1987.
- Španjolska, Meksiko, Čile, pod naslovom "Las aventuras de la nave Bosco"
- Jugoslavija, pod naslovom "Plava Princeza", prikazana na televiziji Novi Sad 1991.

## Vanjske poveznice
- službena stranica.
- net profil.
- sadržaj svih epizoda.
- fan site